# Freziera angulosa
Freziera angulosa  es una especie de planta con flor en la familia Theaceae. 
Es endémica de Bolivia. Se la ha registrado en siete localidades en el Departamento de La Paz y en el de Beni.

## Fuente
- World Conservation Monitoring Centre 1998.  Freziera angulosa.   2006 IUCN Lista Roja de Especies Amenazadas; bajado 21 de agosto de 2007